# Gamasomorpha insularis
Gamasomorpha insularis là một loài nhện trong họ Oonopidae.
Loài này thuộc chi Gamasomorpha. Gamasomorpha insularis được Eugène Simon miêu tả năm 1907.